# 7856 Viktorbykov
7856 Viktorbykov este un asteroid din centura principală de asteroizi.

## Descriere
7856 Viktorbykov este un asteroid din centura principală de asteroizi. A fost descoperit pe 1 noiembrie 1975 la Observatorul de Astrofizică din Crimeea de Tamara Smirnova. El prezintă o orbită caracterizată de o semiaxă mare de 3,19 ua, o excentricitate de 0,14 și o înclinație de 6,2° în raport cu ecliptica.